# Gladioglanis anacanthus
Gladioglanis anacanthus is een straalvinnige vissensoort uit de familie van de antennemeervallen (Heptapteridae). De wetenschappelijke naam van de soort is voor het eerst geldig gepubliceerd in 2008 door Rocha, de Oliveira & Rapp Py-Daniel.